# (480808) 1994 XL1
1994 أكس أل 1 (ويعرف أيضًا باسم (480808) 1994 أكس أل 1 وفق تسمية الكوكب الصغير) (بالإنجليزية: 1994 XL1)‏ هو كويكب ضمن حزام الكويكبات؛ وترتيبه 480808 من حيث الاكتشاف.
اكتُشف هذا الجُرم الفلكي بواسطة روبرت إتش ماكنوت في 6 ديسمبر 1994.

## وصلات خارجية
- (480808) 1994 XL1 في قاعدة بيانات مختبر الدفع النفاث لأجرام النظام الشمسي الصغيرة

- الاكتشاف · مخطط المدار ·  العناصر المدارية · المعلمات المادية

- (480808) 1994 XL1 على موقع ويكي سكاي: DSS2, SDSS, GALEX, IRAS, Hydrogen α, X-Ray, Astrophoto, Sky Map, Articles and images